# 陈云涛 (1923年)
陈云涛（1923年7月—1990年3月4日），男，湖南长沙人，中华人民共和国政治人物、教育家。

## 生平
陈云涛早年供职于湖南省立第一师范学校附属小学，后担任群治大学附属中学主任，上海市立务本女中、怀久女中、道光女中、务光女中的教导主任和国文教师。1949年5月，任上海市接管中学调研组副组长，与翁曙冠作为上海市军管会代表接管市立敬业中学。1956年，担任上海第一师范学院党委书记兼副院长，上海师范学院党委书记兼上海半工半读师范学院党委书记、院长。著有《新教育法大纲》等。1990年3月4日，病逝于华东医院，享年88岁。